# Siervas de María de Anglet
La Congregación Siervas de María de Anglet (oficialmente en francés: Congretion dus Servantes de Marie d'Anglet) es una congregación religiosa católica femenina de derecho pontificio, fundada por el sacerdote francés Louis-Édouard Cestac, en Anglet, el 9 de junio de 1839. A las religiosas de esta congregación se las conoce como siervas de María de Anglet y popularmente como las francesas o religiosas de Notre Dame.

## Historia

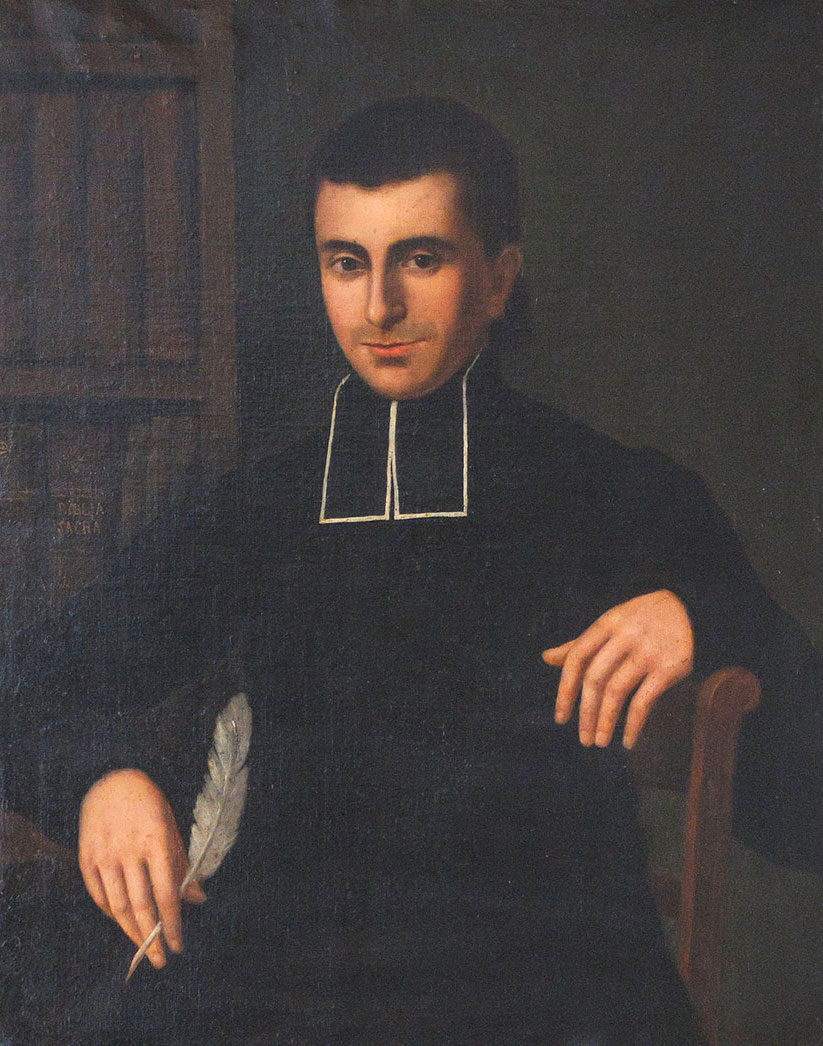
Louis-Edouard Cestac (1801-1868), fundador.

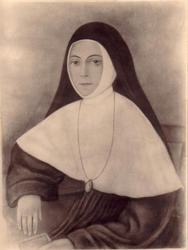
Elise Cestac (1811-1849), cofundadora.

El sacerdote francés Louis-Édouard Cestac, vicario de la Catedral de Bayona, el 11 de junio de 1836, fundó en Anglet (Francia) una obra en favor de la infancia abandonada. Muy pronto se unieron voluntarias para atender a las huérfanas. Más tarde, dichas voluntarias se abrieron a la atención de las mujeres que habían caído en la prostitución. 
El 9 de junio de 1839, las voluntarias de Cestac, se unieron en una asociación a la que pusieron por nombre Siervas de María. Para ellas, el también sacerdote, Miguel Garicoits, escribió las primeras Constituciones, en 1841. Un año más tarde, la asociación recibió la aprobación como congregación de derecho diocesano, nombrando como directora a Elisa Cestac, considerada la cofundadora del instituto. En 1851 surgió de la rama de vida apostólica, otra rama de vida contemplativa, conocidas como bernardinas o silenciosas de María.
El Estado francés dio su reconocimiento civil a la congregación el 14 de diciembre de 1852, bajo el gobierno de Napoleón III, lo que permitió la expansión del instituto por el territorio nacional. Sin embargo, a causa de las leyes anticongregacionales de 1903, se cerraron la mayoría de las casas francesas y muchas religiosas tuvieron que huir a España, Bélgica y Argentina.
El papa Pío IX reconoció el instituto como una congregación de derecho pontificio, mediante el decreto de alabanza del 16 de mayo de 1870.

## Organización
La Congregación Siervas de María de Anglet es un instituto religioso centralizado, cuyo gobierno es ejercido por la superiora general, coadyuvada por su consejo. La sede central o casa general se encuentra en Anglet.
Las siervas de María se dedican a la educación de la juventud, a la instrucción cristiana y a la atención de los enfermos. Tienen centros educativos y clínicos de su propiedad o concertados.
En 2015, la congregación contaba con unas 251 religiosas y 35 comunidades presentes en Argentina, Costa de Marfil, España, Francia, India y Uruguay.